# Sälen
Sälen é uma localidade do município de Malung-Sälen, na província histórica da Dalecárlia, na Suécia.
Está situada a cerca de 60 km a noroeste de Malung.
É conhecida por ser a partida da popular Corrida de Vasa e igualmente pela importante Estância de Esqui de Sälen ali existente.